# Ablemma sedgwicki
Ablemma sedgwicki är en spindelart som beskrevs av Shear 1978. Ablemma sedgwicki ingår i släktet Ablemma och familjen Tetrablemmidae. Inga underarter finns listade i Catalogue of Life.